# Sjöbo kyrka
Sjöbo kyrka är en kyrkobyggnad i stadsdelen Sjöbo i norra Borås. Den tillhör Borås Caroli församling i Skara stift.

## Historia
Planerna för en kyrka på Sjöbo hade länge funnits när de tog fart igen på 1950-talet då byggtakten i stadsdelen ökade. Tomten för kyrkan tillkom genom tomtregleringen år 1954, men ändrades något på grund av ett vägbygge. Kyrkorådet i Caroli församling beslöt den 25 april 1955 att utreda frågan om en ny kyrka. Under en resa till Danmark studerades småkyrkobyggandet där och Sjælørs kyrka var av den typ, som delegationen tyckte passade bäst för Sjöbo. Den kyrkans arkitekt, Holger Jensen, upprättade ett förslag 1956, som låg till grund för beslutet 1961 om bygget, som avslutades 1962. Invigningen förrättades den 2 december samma år av biskop Sven Danell.

## Kyrkobyggnaden
Kyrkan karaktäriseras exteriört av sitt branta tak och de tre korsen som bryter genom fasaden mot Fristadsvägen. Den har kalkstensmurar med väggar av trä och glaspartier. Golvet är av kalksten. I anslutning till kyrkorummet finns en atriumgård. Sadeltaket är kopparklätt. Inredningen är flexibel med flyttbart möblemang inklusive altare och ambo.

## Klockstapel
En klockstapel av trä, byggd i anslutning till församlingshemmet 1952, är placerad utanför muren. Byggkostnaden hade samlats in genom syföreningen försorg. I klockstapeln från 1951 hänger klockor från Bergholtz klockgjuteri.

## Inventarier
Dopfunt och altare är av kalksten från Slite på Gotland.
Altarkorset är utfört av Edvard Jensen.
Ljuskronorna är av gjutna glasstavar.

### Orgel
Orgeln, som är placerad på läktaren i öster, tillverkades 1966 av A. Magnusson Orgelbyggeri AB. Den har femton stämmor fördelade på två manualer och pedal. Fasaden från 1962 är ljudande.

### Diskografi
Inspelningar av musik framförd på kyrkans orgel.
- Bedrich Janacek spelar på orgeln i Borås Sjöbo kyrka. EP. Freton FREP 7601. 1976.